# Aeronautical Information Publication
AIP (forkortelse for Aeronautical Information Publication) er en publikation, der er udgivet af en stat (eller efter bemyndigelse af en stat) og indeholder oplysninger om varig natur, som er af væsentlig betydning for luftfarten.